# Marinho (ur. 1990)
Marinho, właśc. Mário Sérgio Santos Costa (ur. 29 maja 1990 w Penedo) – brazylijski piłkarz występujący na pozycji skrzydłowego, od 2023 roku zawodnik Fortalezy.